# Klubi Sportiv Vllaznia 2014-2015

## Rosa
| N. |                    | Ruolo | Calciatore       |
| -- | ------------------ | ----- | ---------------- |
| 1  | Albania (bandiera) | P     | Erind Selimaj    |
| 3  | Albania (bandiera) | D     | Antonio Marku    |
| 4  | Albania (bandiera) | D     | Erdenis Gurishta |
| 5  | Albania (bandiera) | C     | Alsid Tafili     |
| 6  | Albania (bandiera) | C     | Ardit Krymi      |
| 7  | Albania (bandiera) | C     | Florind Bardulla |
| 8  | Albania (bandiera) | C     | Bekim Dema       |
| 9  | Uruguay (bandiera) | A     | Sebastián Sosa   |
| 10 | Albania (bandiera) | A     | Ndriçim Shtubina |
| 12 | Albania (bandiera) | P     | Ervin Hallunaj   |
| 13 | Albania (bandiera) | C     | Noris Kozmanj    |
| 14 | Albania (bandiera) | C     | Ergi Borshi      |
| 15 | Albania (bandiera) | D     | Arsen Sykaj      |
| 16 | Albania (bandiera) | D     | Alis Baçi        |

| N. |                    | Ruolo | Calciatore                  |
| -- | ------------------ | ----- | --------------------------- |
| 17 | Albania (bandiera) | C     | Gilman Lika                 |
| 18 | Albania (bandiera) | D     | Elvin Beqiri (capitano)     |
| 19 | Albania (bandiera) | A     | Arlind Kalaja               |
| 21 | Albania (bandiera) | A     | Arsen Hajdari               |
| 22 | Albania (bandiera) | C     | Olsi Goçaj                  |
| 23 | Albania (bandiera) | A     | Stivi Veçaj                 |
| 24 | Albania (bandiera) | D     | Denis Pjeshka               |
| 27 | Albania (bandiera) | D     | Ervis Kraja (vice-capitano) |
| 29 | Albania (bandiera) | A     | Arenc Dibra                 |
| 30 | Albania (bandiera) | P     | Alen Sherri                 |
|    | Albania (bandiera) | C     | Paolo Markolaj              |
|    | Albania (bandiera) | C     | Eraldo Çinari               |
|    | Albania (bandiera) | A     | Sindrit Guri                |